# 대한불교용화종
대한불교 용화종(大韓佛敎龍華宗)은 1963년 12월 14일 전라북도 전주시 완산동 272에서 김덕연(金德淵) 스님이 창종하였으며 미륵 · 정토사상계에 속한 한국불교의 한 종파이다.
미륵보살을 본존불로, 진표율사를 종조로, 《미륵성불경(彌勒成佛經)》을 소의경전으로 삼는다. 종지(宗旨)는 미륵 본불의 정신으로 지상의 불국을 실현하고 미래 용화세계를 구현한다는 데 있다.
1966년 3월 27일 전주 원각사에서 실질적 교주인 서백일(徐白日)이 사망한 후 다소 침체에 빠져 있는 상태다.